# Гвацано (Терамо)
Гвацано (итал. Guazzano) је насеље у Италији у округу Терамо, региону Абруцо.
Према процени из 2011. у насељу је живело 122 становника. Насеље се налази на надморској висини од 613 м.